# Batasse
La Batasse, est un cours d'eau qui traverse le département des Pyrénées-Atlantiques.
Il prend sa source sur la commune de Montory (Pyrénées-Atlantiques) et se jette dans le Saison à Alos-Sibas-Abense.

## Affluents
- ruisseau de Méhèche

## Département et communes traversés
Pyrénées-Atlantiques
- Alos-Sibas-Abense
- Laguinge-Restoue
- Montory
- Tardets-Sorholus